# Trapidil
Trapidil là thuốc giãn mạch và thuốc chống tiểu cầu. Nó cũng hoạt động như một chất đối kháng của yếu tố tăng trưởng có nguồn gốc tiểu cầu.